# Jonge Klimaatbeweging
De Jonge Klimaatbeweging, afgekort tot JKB, is een Nederlandse jongerenorganisatie, bestaande uit vrijwilligers tussen de 16 en 32 jaar oud. De JKB zet zich in voor een duurzame wereld en maakt zich er hard voor dat jongeren het recht hebben om mee te praten over hun toekomst. De Jonge Klimaatbeweging vertegenwoordigt de stem van de jongeren en meer dan 50 diverse jongerenorganisaties in het klimaatdebat.
De JKB heeft drie soorten projecten: projecten voor jongeren, projecten in de politiek en projecten met het bedrijfsleven.

## Geschiedenis
Voorafgaand aan de Klimaatconferentie van Parijs 2015 besloten drie jongerenorganisaties om in Nederland meer aandacht te genereren voor het belang dat er goede afspraken gemaakt moesten worden tijdens de Klimaatconferentie. Jongeren Milieu Actief (JMA), Studenten voor Morgen en de Jongerenvertegenwoordigers Duurzame Ontwikkeling van de Nationale Jeugdraad (NJR) organiseerden daarom samen de allereerste Jonge Klimaattop en schreven een manifest onder de gezamenlijke naam 'de Jonge Klimaatbeweging'. Het manifest werd door de Jongerenvertegenwoordigers meegenomen naar de Klimaatconferentie van Parijs, waar zij onderdeel waren van de Nederlandse delegatie aan de conferentie.
Het manifest werd door meer dan 30 jongerenorganisaties ondertekend. Onder de ondertekenende organisaties waren jongerenorganisaties die actief waren op het gebied van duurzaamheid en milieu, maar ook vakbonden, politieke jongerenorganisaties, onderwijspartijen en studentenorganisaties. Vanwege het succes van het manifest werd besloten dat 'de Jonge Klimaatbeweging' meer dan alleen een samenwerking tussen de JMA, Morgen en de NJR Jongerenvertegenwoordigers moest zijn. De functie van het verenigen van jongerenorganisaties voor een sterkere stem in beleid werd nog niet vervuld en bleek uit voorgaande activiteiten succesvol. De drie organisaties besloten deze rol te institutionaliseren in een stichting. Op 31 oktober 2016 werd de JKB daarom een officiële stichting.

## Klimaatakkoord
De Jonge Klimaatbeweging mocht bij het Klimaatakkoord namens alle bij de JKB aangeschoven organisaties aanschuiven aan het Klimaatberaad en de taakgroep Arbeidsmarkt en Scholing. Daar maakten zij zich onder meer hard voor een eerlijke verdeling van de lusten en lasten van klimaatmaatregelen over generaties heen. Ook zijn enkele punten uit de Jonge Klimaatagenda met betrekking tot onderwijs overgenomen in de teksten van het Klimaatakkoord. Aan het einde van het onderhandelproces, in december 2018, besloot de Jonge Klimaatbeweging echter dat het Klimaatakkoord onvoldoende was en tekende het Klimaatakkoord daarom niet.

## Jonge Klimaatagenda
De Jonge Klimaatagenda is het visiedocument van de JKB, dat zij elke paar jaar publiceert. Dit document komt tot stand door werk van de verschillende werkgroepen die de JKB heeft en gesprekken met de bij de JKB aangesloten jongerenorganisaties.
Op 29 september 2022 lanceerde de JKB de Jonge Klimaatagenda 3.0, die aangeboden werd aan minister Rob Jetten voor Klimaat en Energie. Voor deze editie vroeg de JKB aan jongeren met allerlei achtergronden, van studenten tot politiek actieve jongeren en 'klimaatspijbelaars' tot professionals, in wat voor land zij in 2040 willen leven. Met de input van deze jongeren en die van deskundigen stelden ze de Jonge Klimaatagenda op. In het visiedocument staat dat Nederland in 2040 de welvaart moeten meten aan de hand van de gezondheid van burgers en de kwaliteit van onze natuur. Dat vergt een radicale ommezwaai en de doelen die Jonge Klimaatbeweging stelt zijn dan ook ambitieus, zeker gezien de relatief korte tijd waarin ze zouden moeten worden gerealiseerd.
Volgens het visiedocument moet in 2040 energie volledig emissieloos worden opgewekt en stelt de JKB dat kernenergie daarbij moet horen. In het visiedocument stellen de organisaties verder dat we 'in 2040 wonen in een 'natuurinclusieve' samenleving, waar we omringd zijn door groen en ook in onze beslissingen rekening houden met de natuur'. Verder wordt iedereen 'klimaatgeletterd' opgeleid, eten mensen plantaardig en lokaal voedsel en wordt alles hergebruikt, hoopt de jongerenbeweging. De steden zijn groen, energiepositief (dus wekken meer op dan ze gebruiken) en autovrij. In plaats van met brandstofauto's reizen mensen elektrisch, op duurzame brandstoffen of met het openbaar vervoer. De JKB en de aangesloten organisaties hopen met deze visie te laten zien dat er een nieuwe levensstijl mogelijk is die veel schoner, gezonder en groener kan zijn.

## Bestuur
De Jonge Klimaatbeweging bestaat uit een bestuur van zeven, voor 2024 acht, vrijwilligers dat ieder jaar wisselt. Daarnaast zijn tientallen vrijwilligers actief in één van de verschillende werkgroepen.
| Periode      | Naam                  |
| ------------ | --------------------- |
| 2024 - heden | Dieuwertje Wallaart   |
| 2023 - 2024  | Dion Huidekooper      |
| 2021 - 2023  | Aniek Moonen          |
| 2019 - 2021  | Werner Schouten       |
| 2018 - 2019  | Maarten Labots        |
| 2017 - 2018  | Linde Nieman          |
| 2016 - 2017  | Wilmine van den Bosch |